# (3984) Chacos
(3984) Chacos es un asteroide perteneciente al cinturón de asteroides, descubierto el 21 de septiembre de 1984 por Henri Debehogne desde el Observatorio de La Silla, Chile.

## Designación y nombre
Designado provisionalmente como 1984 SB6. Fue nombrado Chacos en honor al ingeniero estadounidense Albert Anthony Chacos, de la NASA.